# うんちく
うんちくは、ある分野について蓄えた知識のこと。薀蓄、蘊蓄、うん蓄、ウンチクと表記される。また、その知識について滔々と語ることを「うんちくを傾ける」という。
本来は学者などが長年の研究で蓄えた知識のことを指すが、『減点パパ ウンチクまんが』（古谷三敏、1980年-）というマンガもあるように、近年では雑学、豆知識、トリビアと同様の意味で使われる誤用が多くなった。
様々な分野がうんちくの対象になるが、一般的な場面では食物や酒のうんちくが語られることが多い。